# 联合国人口基金
聯合國人口基金（英語：United Nations Population Fund，簡稱UNFPA）是聯合國一個專門機構，其使命是促進所有人健康生活和平等機會的權利。作為一個志願性的基金機構，聯合國人口基金依靠政府和私人的捐助。該機構協助世界各國利用人口數據，制定更有效的人口政策，減少貧困人口，減少意外懷孕，確保安全分娩，讓年輕人免受艾滋病毒威脅，讓女孩和婦女都得到有尊嚴的對待。

## 目標

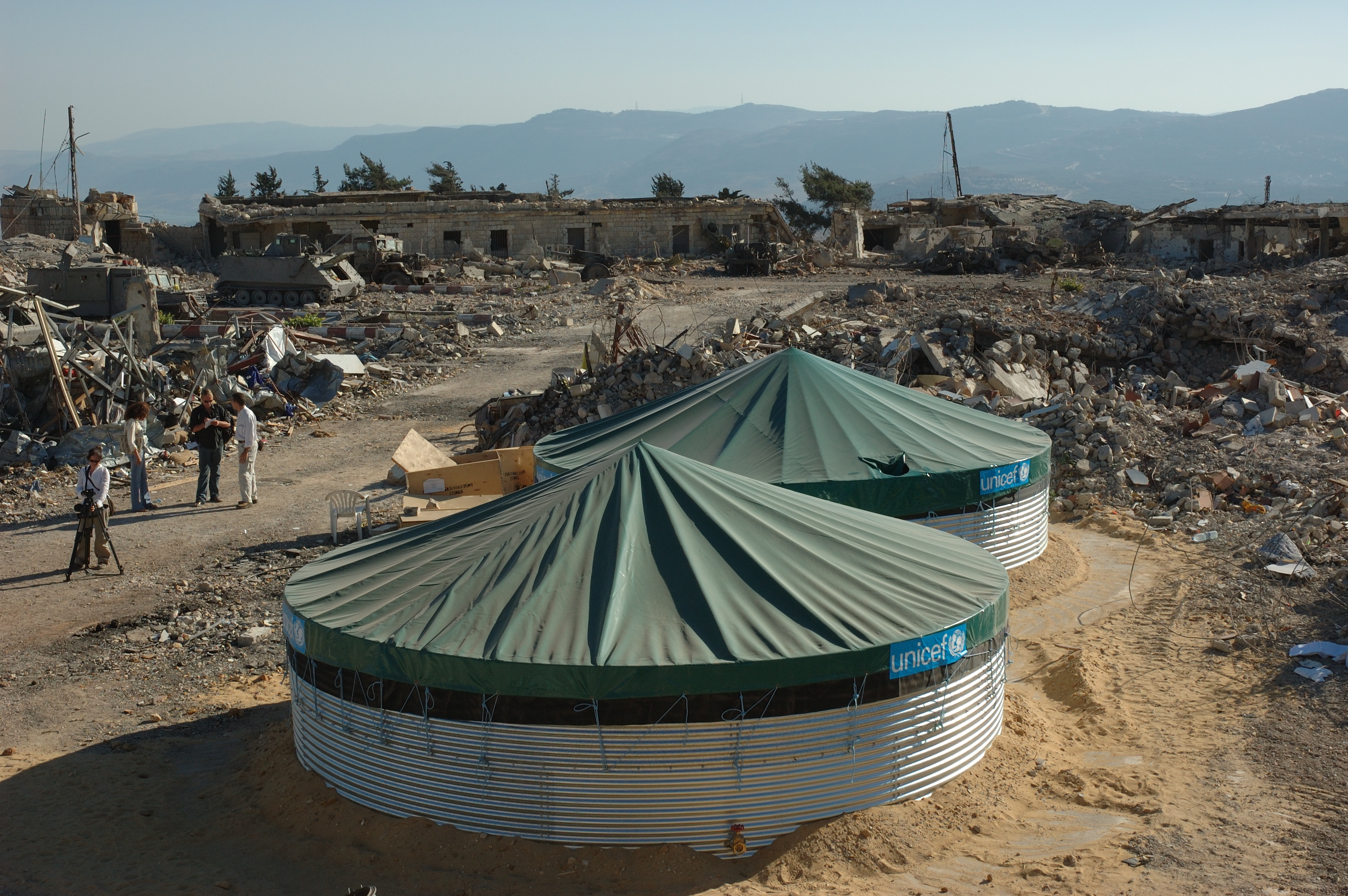
人口基金會黎巴嫩難民區

該機構的主要目標是：
- 普及生殖健康服務
- 普及初級教育
- 結束不同性別在接受教育上的差距
- 降低產婦死亡率
- 降低嬰兒死亡率
- 增加壽命
- 降低艾滋病毒感染率